# Cake (gâteau)
Pour les articles homonymes, voir Cake.

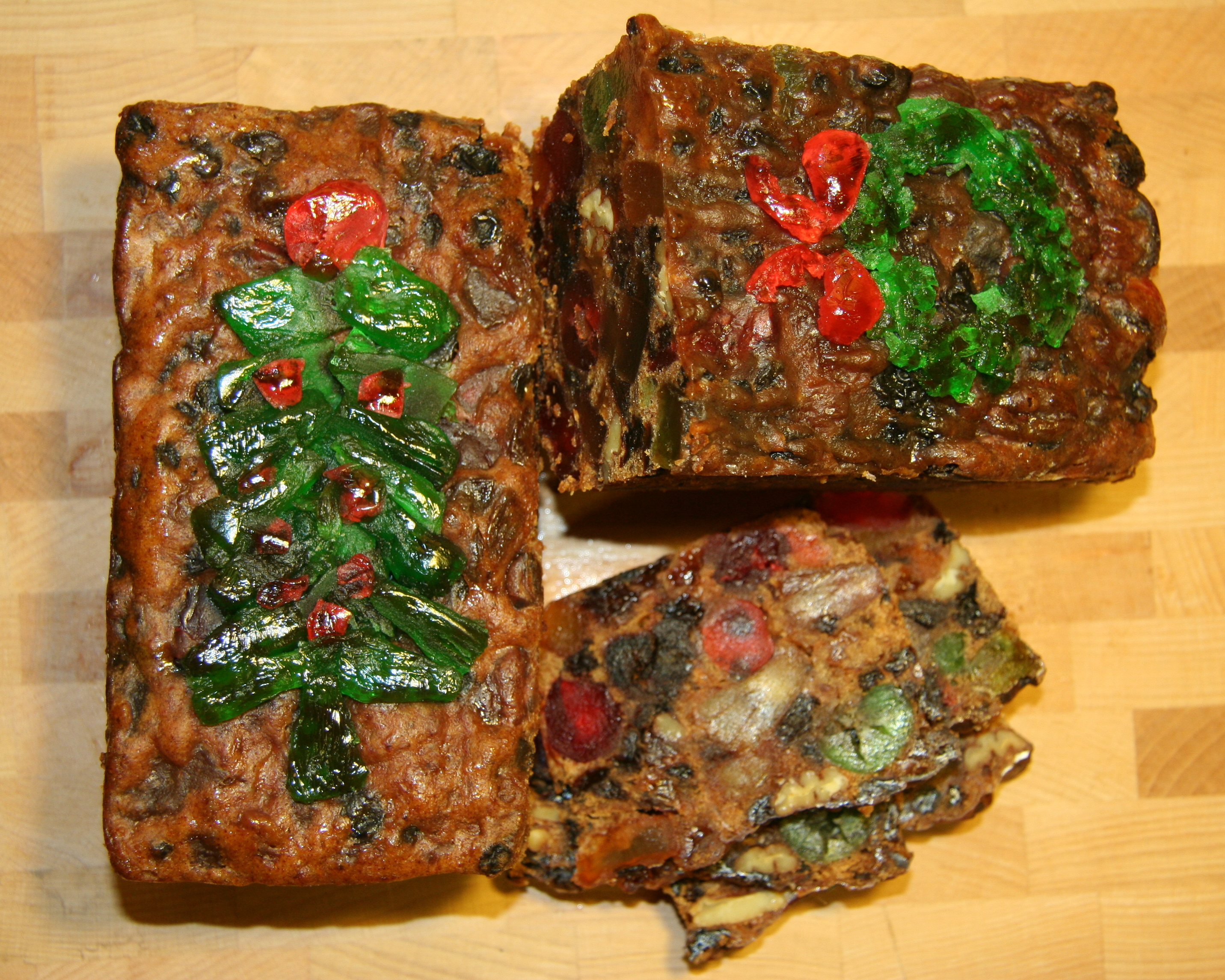
Un cake.

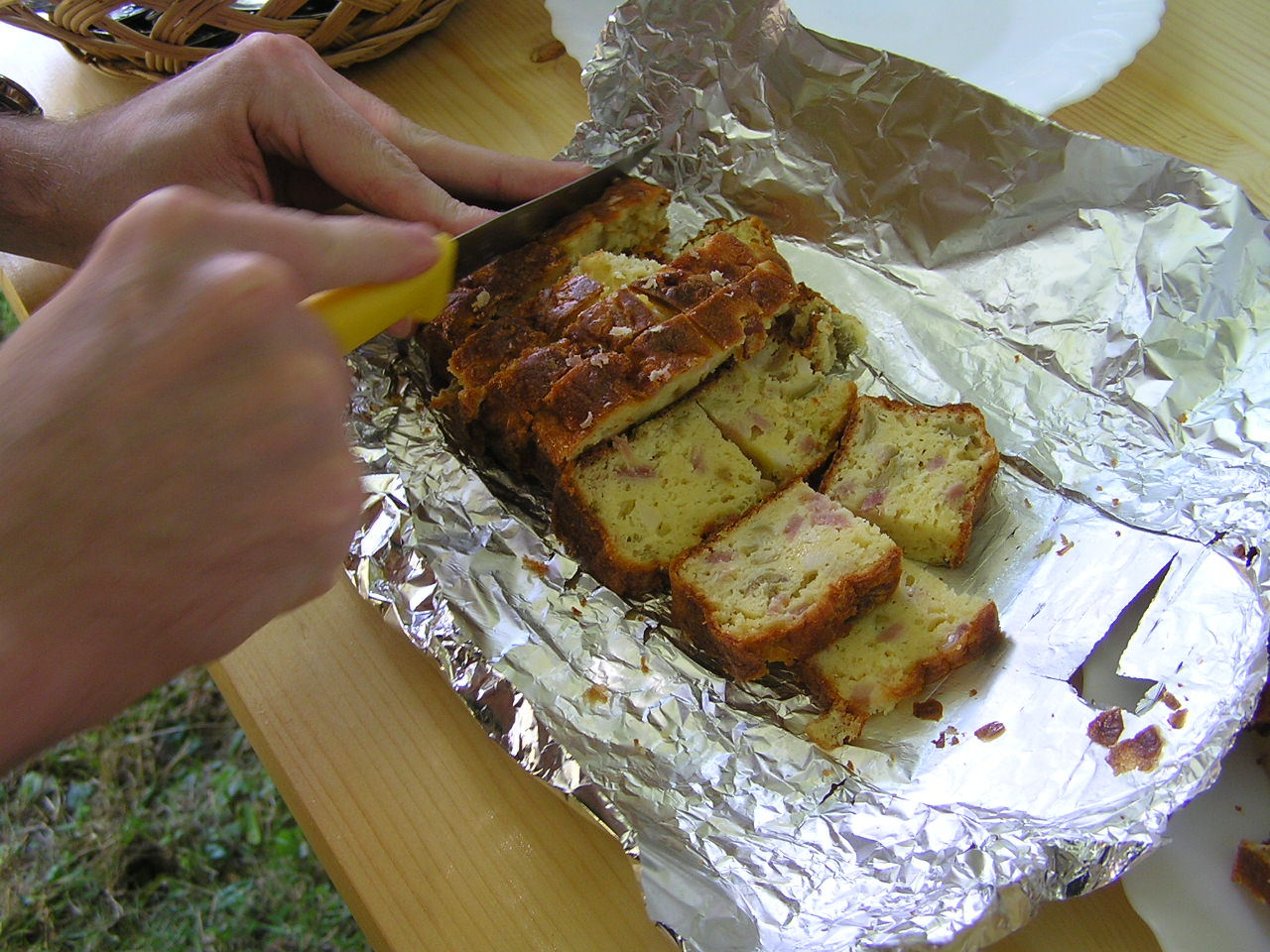
Un cake salé au jambon, olives et fromage.

Un cake (prononcé : /kεk/), aussi appelé gâteau aux fruits (au Québec et au Nouveau-Brunswick) est un gâteau de forme ronde ou rectangulaire, contenant des raisins secs et des fruits confits, qu'on sert en tranches. Le mot « cake » s'est étendu à un gâteau salé de même forme, fait avec des légumes, des olives, du jambon, etc. On parle alors de « cake salé ».

## Étymologie
Selon le Trésor de la langue française informatisé (TLFi), un cake (mot attesté en 1795) est un « gâteau à base de farine, d'œufs, de beurre et de sucre, et contenant des raisins de Corinthe et des fruits confits ».
Le mot, emprunté à l'anglais lui-même issu de l'ancien norvégien, kaka, raccourci de fruitcake ou de plumcake (« gâteau aux raisins »), est considéré comme un anglicisme dans une partie de la francophonie, notamment au Canada. « Cake » se traduit en anglais par le terme fruitcake.

## Histoire
En Égypte antique, des pâtisseries ressemblant à des cakes sont déposées dans les tombes des défunts. Les Grecs confectionnent des cheesecakes à base de lait de chèvre tandis que les Romains enrichissent parfois leurs pâtes panifiées à base de farine d'orge avec du beurre, des œufs, des raisins ou du miel, pâtisserie ressemblant au cake et qui se retrouve sur les tables d'anniversaire ou dans la cantine des légionnaires.
Le cake moderne est probablement inspiré des pâtisseries rapportées par les Croisés de la Terre sainte. Les Anglais en font une spécialité des fêtes de Pâques et Noël et le servent pour les mariages.

## Préparation
Qu'il soit salé ou sucré, un cake est à base de farine, d'œufs et de beurre ou d'huile et nécessite un moule à cake. Le moelleux du beurre se prête bien au sucré et l'huile au salé.
La version salée du cake s'est démocratisée ces dernières décennies grâce notamment aux apéritifs dînatoires[réf. nécessaire] : celui-ci est le plus souvent garni d'olives, de lardons, de jambon, de fromage râpé ou en dés, de tomates séchées confites ou encore de poivrons (ja:ケークサレ).
La version sucrée quant à elle est très prisée lors des en-cas ou du goûter[réf. nécessaire]. Elle peut être préparée avec des fruits confits, des pépites de chocolat mais aussi avec une pâte à cake toute chocolat ou encore un cake nature servi avec de la confiture, du miel ou de la crème de marrons. On trouve aussi des cakes contenant des inserts (ganaches, caramels...) ou encore des glaçages.